# Lasiodora
Lasiodora is een geslacht van spinnen uit de familie van de vogelspinnen (Theraphosidae). Vertegenwoordigers van dit geslacht worden voornamelijk in Brazilië aangetroffen. Deze spinnen worden vaak zeer groot (een lengte van 25 cm, inclusief poten, is niet ongewoon) en leven nomadisch. Ze zwerven meestal rond. De tot 2000 jongen komen na 12 weken uit de cocon en groeien zeer snel. De mannetjes zijn vaak binnen 2 jaar volwassen, de vrouwtjes na 3 jaar.
Deze spinnen zijn vrij agressief en strooien veelvuldig met brandharen.

## Soorten
- Lasiodora acanthognatha Mello-Leitão, 1921
- Lasiodora benedeni Bertkau, 1880
- Lasiodora boliviana (Simon, 1892)
- Lasiodora brevibulba (Valerio, 1980)
- Lasiodora carinata (Valerio, 1980)
- Lasiodora citharacantha Mello-Leitão, 1921
- Lasiodora cristata (Mello-Leitão, 1923)
- Lasiodora cryptostigma Mello-Leitão, 1921
- Lasiodora curtior Chamberlin, 1917
- Lasiodora differens Chamberlin, 1917
- Lasiodora difficilis Mello-Leitão, 1921
- Lasiodora dolichosterna Mello-Leitão, 1921
- Lasiodora dulcicola Mello-Leitão, 1921
- Lasiodora erythrocythara Mello-Leitão, 1921
- Lasiodora fallax (Bertkau, 1880)
- Lasiodora fracta Mello-Leitão, 1921
- Lasiodora icecu (Valerio, 1980)
- Lasiodora isabellina (Ausserer, 1871)
- Lasiodora itabunae Mello-Leitão, 1921
- Lasiodora klugi (C. L. Koch, 1841)
- Lasiodora lakoi Mello-Leitão, 1943
- Lasiodora mariannae Mello-Leitão, 1921
- Lasiodora moreni (Holmberg, 1876)
- Lasiodora pantherina (Keyserling, 1891)
- Lasiodora parahybana Mello-Leitão, 1917
- Lasiodora pleoplectra Mello-Leitão, 1921
- Lasiodora puriscal (Valerio, 1980)
- Lasiodora rubitarsa (Valerio, 1980)
- Lasiodora saeva (Walckenaer, 1837)
- Lasiodora spinipes Ausserer, 1871
- Lasiodora sternalis (Mello-Leitão, 1923)
- Lasiodora striatipes (Ausserer, 1871)
- Lasiodora subcanens Mello-Leitão, 1921